# WTA 인터내셔널 토너먼트
WTA 인터내셔널 토너먼트(WTA International tournaments)는 2009년 WTA 투어부터 2020년까지 여자 테니스 협회의 테니스 토너먼트 카테고리로, 이전 티어 III 및 티어 IV 카테고리를 대체했다. 2021년부터 이러한 이벤트는 WTA 250 토너먼트로 재분류되었다. WTA 250 토너먼트의 우승자는 WTA 랭킹에 250점을 추가한다.
2024년 시즌에는 23개의 WTA 250 토너먼트가 열렸으며, 모든 이벤트에 대한 상금이 $267,082인 녹아웃 토너먼트가 있었다.

## 같이 보기
- WTA 프리미어 토너먼트